# 美登素
美登素（INN名Maitansine）是一种是安莎霉素类的大环内酯，存在于美登木属植物中。美登素具有細胞毒性，致毒机理为与微管蛋白结合，抑制微管的形成。